# Natinnguaq

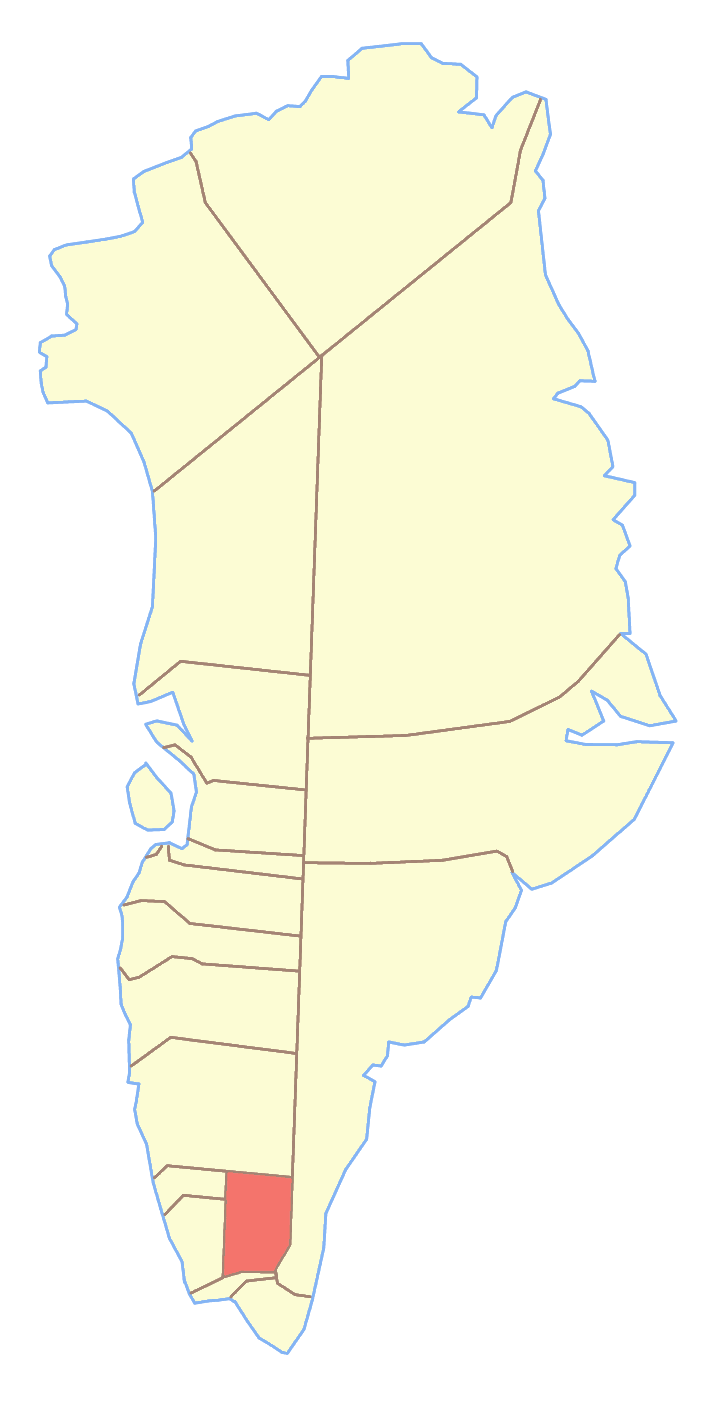
Ex comune di Narsaq, dove si trovava il Natinnguaq

Il Natinnguaq è una montagna della Groenlandia di 1279 m. Si trova a 61°17'N 45°39'O; appartiene al comune di Kujalleq.